# Games Done Quick
Games Done Quick es un maratón semestral de speedrun para recolección de fondos para caridad celebrado en los Estados Unidos, originalmente organizado por las comunidades Speed Demos Archive y Speedruns Live. Desde 2015, ha sido manejado por Games Done Quick, LLC. Celebrados desde 2010, los eventos han recaudado dinero para varias organizaciones benéficas. 
Los dos eventos emblemáticos celebrados por Games Done Quick son Awesome Games Done Quick (AGDQ), que se celebra a principios de enero de cada año, que recauda dinero para la Fundación para la prevención del cáncer, y Summer Games Done Quick (SGDQ), que generalmente se celebra a fines de junio o principios de julio de cada año, que recauda dinero para Médicos sin Fronteras. Ambos eventos duran 7 días. Además de estos eventos, GDQ presenta varias otras transmisiones durante todo el año, incluidos maratones más pequeños que apoyan diferentes organizaciones benéficas, eventos únicos para ocasiones especiales y programación regular de revisión GDQ durante todo el año. 
Los eventos se transmiten en vivo por Twitch. Se alienta a los espectadores a donar incentivos durante la transmisión, como seleccionar el nombre del archivo o el nombre del personaje principal en un speedrun, hacer que los jugadores intenten desafíos más difíciles y participar en sorteos para tener la oportunidad de ganar premios. Se han recaudado más de $ 25,7 millones en 25 maratones.

## Formato
Los speedrunner se turnan para demostrar su destreza al vencer a varios videojuegos en el menor tiempo posible, en frente de una audiencia y en una transmisión en vivo a través de Twitch. A veces, estos speedrun pueden ejecutarse de una manera inusual o específica, como completar completamente cada nivel, completar un juego con los ojos vendados, o presentar múltiples speedrunner compitiendo entre sí para completar un juego primero. Los videojuegos se ejecutan en Games Done Los eventos rápidos incluyen títulos retro y modernos. Las corridas suelen presentar comentarios de los corredores o comentaristas experimentados, así como mensajes de donación leídos por un locutor. 
La mayoría de los speedrun populares presentan glitches en los videojuegos y debates entre el speedrunner y los comentaristas, describiendo con mayor frecuencia técnicas o utilizando humor observacional y bromas. El humor y las bromas se usan especialmente para secuencias no interactivas o repetitivas que no requieren que el corredor use mucha o ninguna habilidad. Las donaciones de los espectadores pueden incluir comentarios humorísticos que contienen bromas internas entre la comunidad de speedrunning, así como más reconocimientos personales sobre la organización benéfica donada. Debido a la transmisión en vivo y al público en general, se alienta a los speedrunner y comentaristas a abstenerse de usar malas palabras y comportamientos ofensivos.
Al donar, los donantes tienen la opción de destinar su dinero a un incentivo particular. Estos incentivos pueden ser en forma de speedrun de bonificación, exhibiciones de trucos o problemas técnicos adicionales o una decisión en el juego, como nombrar al personaje del jugador. 

## Historia

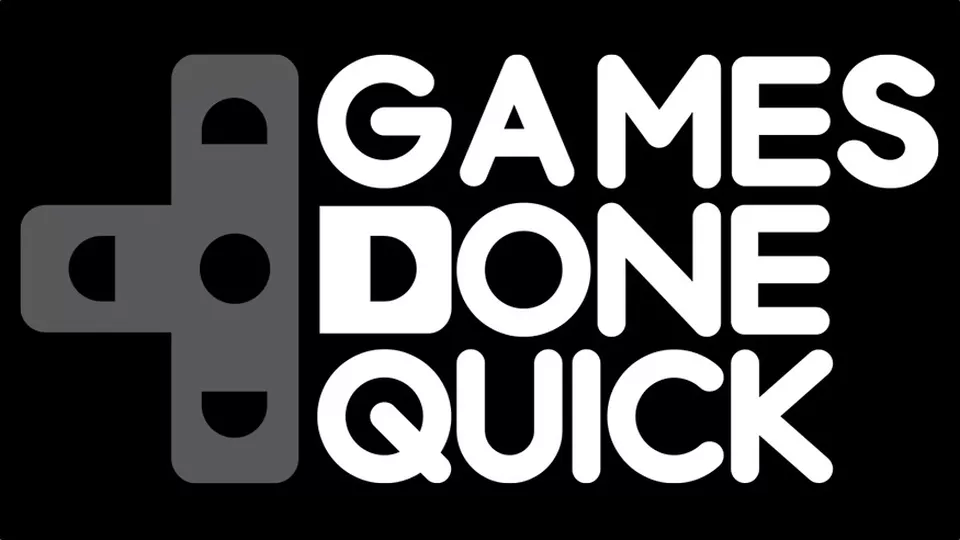
El antiguo logotipo de Games Done Quick, utilizado hasta 2018

El escritor y speedrunner Eric Koziel identifica dos precursores importantes de Games Done Quick: la campaña de donación "Desert Bus for Hope" organizada por LoadingReadyRun en noviembre de 2007, y una serie de maratones de speedrun de caridad organizados por The Speed Gamers a partir de marzo de 2008.
Los usuarios del sitio Speed Demos Archive decidieron celebrar una maratón benéfica en enero de 2010, durante el MAGFest 8.Fue inspirado en los videojuegos de 8 y 16 bits y, por lo tanto, se denominó "Classic Games Done Quick" (después del proyecto de speedrunning de la década de 1990 Quake Done Quick). Los problemas de conectividad a Internet en el hotel MAGFest obligaron al administrador de SDA Mike Uyama a reubicar el evento en la residencia de su madre, pero recaudó más de $ 10.000 para CARE.
Después de ese éxito inicial, el primer Awesome Games Done Quick se realizó en enero de 2011, expandiéndose de dos días a cinco días, incorporando juegos más nuevos como Halo y Portal, y recaudando más de US$50.000 para la Fundación para la prevención del cáncer. Los primeros Summer Games Done Quick se llevaron a cabo en agosto de 2011, recaudando US$20.000 para la Organización para la Investigación del Autismo. Desde entonces, tanto Awesome Games Done Quick como Summer Games Done Quick se han repetido anualmente, recaudando grandes cantidades de dinero cada año. 
En marzo de 2011 se realizó un maratón adicional único para apoyar a las víctimas del terremoto y el tsunami en Japón; Japan Relief Done Quick recaudó más de US$25.000. Además, se realizó un evento promocional único el 20 de marzo de 2015 para celebrar el décimo aniversario de la franquicia God of War. En el transcurso de cinco horas, God of War Done Quick terminó recaudando US$3.500 para The AbleGamers Foundation. 
En 2020, Games Done Quick expulsó a un speedrunner por violar las políticas de redes sociales después de realizar comentarios en Twitter que apoyaban el antifeminismo y el partido de extrema derecha español Vox.
Durante el inicio de Frost Fatales 2020, anunciaron su nuevo GDQ Studio para producir eventos en vivo en persona fuera de los maratones normales.

## Lista de maratones

### Awesome Games Done Quick(AGDQ)
Originalmente llamado Classic Games Done Quick (CGDQ), este maratón anual se celebra todos los años a principios de enero para recaudar fondos para la Fundación para la prevención del cáncer. 
| Fechas                   | Lugar de eventos | Caridad                                 | Cantidad recaudada | Notas |
| ------------------------ | --- | --------------------------------------- | ------------------ | --- |
| 1 al 3 de julio de 2010  | (planeado) Hilton Alexandria Mark Center, Alexandria, Virginia (durante el MAGFest 8; se completó un speedrun antes de cambiar el lugar) (real) residencia privada | CARE                                    | $10.532            | |
| 6 al 11 de enero de 2011 | Centro nacional de conferencias juveniles 4-H, Chevy Chase, Maryland                                                                                               | Fundación para la prevención del cáncer | $52.520            | Primer evento que se llama Awesome Games Done Quick                                                                                  |
| 4 al 9 de enero de 2012  | Centro nacional de conferencias juveniles 4-H, Chevy Chase, Maryland                                                                                               | Fundación para la prevención del cáncer | $149.045           | |
| 6 al 12 de enero de 2013 | Centro nacional de conferencias juveniles 4-H, Chevy Chase, Maryland                                                                                               | Fundación para la prevención del cáncer | $448.425           | |
| 5 al 11 de enero de 2014 | Crowne Plaza Dulles, Herndon, Virginia | Fundación para la prevención del cáncer | $1.031.667         | Primer evento de GDQ en recaudar más de un millón de dólares                                                                         |
| 4 al 10 de enero de 2015 | Hilton Washington Dulles, Herndon, Virginia | Fundación para la prevención del cáncer | $1.576,085         | |
| 3 al 10 de enero de 2016 | Hilton Washington Dulles, Herndon, Virginia | Fundación para la prevención del cáncer | $1.216.309         | |
| 8 al 15 de enero de 2017 | Hilton Washington Dulles, Herndon, Virginia | Fundación para la prevención del cáncer | $2.222.791         | Primer evento de GDQ en recaudar más de $ 2 millones; así como el primer evento de GDQ en recaudar más de $ 1 millón en un solo día. |
| 7 al 14 de enero de 2018 | Hilton Washington Dulles, Herndon, Virginia | Fundación para la prevención del cáncer | $2.295.191         | |
| 6 al 13 de enero de 2019 | Bethesda North Marriott Hotel & Conference Center, Rockville, Maryland                                                                                             | Fundación para la prevención del cáncer | $2.425.790         | |
| 5 al 12 de enero de 2020 | DoubleTree Hilton, Orlando, Florida | Fundación para la prevención del cáncer | $3.164.002         | Récord de donaciones establecido en un evento de GDQ. Se mudó a Orlando, Florida, para celebrar su décimo aniversario.               |
| 3 al 10 de enero de 2021 | Los speedrunner transmiten desde sus residencias | Fundación para la prevención del cáncer | $2.776.053         | Planeado para ser un evento en línea debido a las preocupaciones actuales sobre la pandemia de COVID-19.                             |

### Summer Games Done Quick(SGDQ)
Introducido en 2011 como complemento de AGDQ, este maratón generalmente se celebra a fines de junio o principios de julio y recauda dinero para Médicos sin Fronteras. 
| fechas                             | Lugar de eventos                                            | Caridad                                        | Cantidad recaudada | Notas |
| ---------------------------------- | ----------------------------------------------------------- | ---------------------------------------------- | ------------------ | --- |
| 1 al 6 de agosto de 2011           | La residencia de un participante en West Bountiful, Utah    | Organización para la Investigación del Autismo | $21.397            | |
| 24 al 28 de mayo de 2012           | La residencia de un participante en West Bountiful, Utah    | Organización para la Investigación del Autismo | $46.279            | |
| July 25–30, 2013                   | Sheraton Denver Tech Center, Greenwood Village, Colorado    | Médicos Sin Fronteras                          | $ 257,181          | |
| 22 al 28 de junio de 2014          | Crowne Plaza Denver International Airport, Denver, Colorado | Médicos Sin Fronteras                          | $718.235           | $82.985 de los fondos se recaudaron a través del paquete SGDQ 2014. |
| 26 de julio al 2 de agosto de 2015 | Crowne Plaza St. Paul Riverfront, Saint Paul, Minnesota     | Médicos Sin Fronteras                          | $1.215.601         | |
| 3 al 9 de julio de 2016            | Hilton Minneapolis Downtown, Minneapolis, Minnesota         | Médicos Sin Fronteras                          | $1.294.139         | Primer SGDQ en recaudar más que el AGDQ del mismo año. |
| 2 al 9 de julio de 2017            | Minneapolis Marriott City Center, Minneapolis, Minnesota    | Médicos Sin Fronteras                          | $1.792.342         | |
| 24 de junio al 1 de julio de 2018  | DoubleTree Hilton, Bloomington, Minnesota                   | Médicos Sin Fronteras                          | $2.168.913         | |
| 23 al 30 de junio de 2019          | DoubleTree Hilton, Bloomington, Minnesota                   | Médicos Sin Fronteras                          | $3.039.596         | Primer evento GDQ en recaudar más de $3 millones, y el más rápido en alcanzar $1 millón. La primera vez que se estableció un récord de donación de todos los tiempos en SGDQ. |
| 16 al 23 de agosto de 2020         | Los speedrunner transmitieron desde sus residencias         | Médicos Sin Fronteras                          | $2.345.785         | Retrasado desde la fecha original debido a la pandemia de COVID-19, y luego planeado para un evento en línea debido a las preocupaciones actuales.                            |

### Games Done Quick Express(GDQx)
Games Done Quick Express es un maratón anual de 4 días que se celebra en TwitchCon desde 2018. 
| fechas                         | Lugar de eventos                    | Caridad                     | Cantidad recaudada |
| ------------------------------ | ----------------------------------- | --------------------------- | ------------------ |
| 26 al 28 de octubre de 2018    | Centro de convenciones de San José  | 10 organizaciones benéficas | $139,878           |
| 27 al 29 de septiembre de 2019 | Centro de convenciones de San Diego | Fundación AbleGamers        | $152.595           |

### Maratones especiales
| Maratón                                               | fechas                       | Lugar de eventos                                    | Caridad                       | Cantidad recaudada | Notas |
| ----------------------------------------------------- | ---------------------------- | --------------------------------------------------- | ----------------------------- | ------------------ | --- |
| Japan Relief Done Quick                               | 7 al 10 de abril de 2011     | Los speedrunner transmitieron desde sus residencias | Médicos Sin Fronteras         | $25.800            | Un maratón para apoyar a las víctimas del terremoto y tsunami de Tōhoku en 2011.                           |
| Speedrun Spooktacular                                 | 26 al 29 de octubre de 2012  | Los speedrunner transmitieron desde sus residencias | Lindsey King                  | $9.733             | Un maratón para ayudar con las facturas médicas de Lindsey King, artista de Speed Demos Archive.           |
| God of War Done Quick                                 | 20 de marzo de 2015          | Sony Santa Monica Studio                            | Fundación AbleGamers          | $3.500             | Evento especial en Sony Santa Monica Studio como parte del décimo aniversario de la franquicia God of War. |
| Harvey Relief Hecho rápido                            | 1 al 3 de septiembre de 2017 | Los speedrunner transmitieron desde sus residencias | Banco de alimentos de Houston | $229.455           | Un maratón para apoyar a las víctimas del huracán Harvey en Texas.                                         |
| Décimo aniversario de Classic Games Done Quick (CGDQ) | 27 y 29 de diciembre de 2019 | Los speedrunner transmitieron desde sus residencias |                               |                    | Recreación exacta del cronograma del primer evento en enero de 2010 para celebrar los 10 años de GDQ.      |
| Corona Relief Done Quick                              | 17 al 19 de abril de 2020    | Los speedrunner transmitieron desde sus residencias | Direct Relief                 | $402.568           | Un maratón para ayudar a mejorar la salud y la vida de las personas afectadas por la pandemia COVID-19.    |